# Sidi Bennour
Sidi Bennour (Berbero: ⵙⵉⴷⵉ ⴱⵏⵏⵓⵕ, Arabo: سيدي بنُّور, "Sufi Sheikh") chiamata anche Doukkala e Tlat Sidi Bennour, è una città marocchina nell'ovest del paese appartenente alla provincia di Sidi Bennour e  ha 55.815 abitanti (censimento della popolazione) (2014). È la capitale della regione di Doukkala-Abda. Sidi Bennour si trova a circa 67 km a sud di El Jadida, 120 km a nord-ovest di Marrakech, circa 100 km a est di Safi e 210 km a sud-ovest della capitale marocchina Rabat.

## Origine del nome
Il nome della provincia deriva da Abu Yannour Abdallah ben Wakris Doukkali, un santo del XII secolo sepolto all'ingresso della città.

## Società

### Evoluzione demografica
La popolazione è di 39593 (2004).

## Economia
L'economia è basata essenzialmente sull'agricoltura: l'allevamento bovino e la produzione agricola sono fra i primi fornitori di El Jadida, Marrakech, Casablanca e Agadir per quanto concerne ortaggi e carne.
La città dispone del più grande mercato del Marocco « souk Tlat Sidi Bennour» che si tiene tutti i martedì, dove si trovano ogni genere di carni, frutta e ortaggi.
Nella città è presente il più grande zuccherificio del Marocco, Cosumar.

## Rete stradale
L'autostrada A5, che porta alla capitale economica El Jadida e prolungata fino a Safi nel 2016, serve la provincia di Sidi Bennour.

## Educazione

### Scuole Medie
- Fatima Ezzahraa
- Homan Fetouaki
- Mokhtar Soussi

### Licei
- Lycée Sidi Bennour
- Imam El Ghazaly